# Can Parlayan
Can Parlayan (* 19. Januar 1986 in Trabzon) ist ein türkischer ehemaliger Fußballspieler.

## Karriere

### Vereine
Parlayan begann 1999 in der Jugend von Trabzon Darıcaspor mit dem Vereinsfußball. 2004 wechselte er in die Jugend von Trabzon İdmanocağı und von hier nach bereits einem Jahr in die Jugend des türkischen Traditionsvereins Trabzonspor. 2006 wurde er mit einem Profivertrag ausgestattet und absolvierte das Saisonvorbereitungscamp. Nach dem Camp wurde er an den Viertligisten der Provinz Trabzon, an Değirmenderespor, ausgeliehen. Bei diesem Verein gelang ihm auf Anhieb der Sprung in die Stammformation. Bis zur Winterpause erzielte er in 15 Ligaspielen elf Tore und veranlasste damit die Vereinsführung ihn zur Winterpause der Saison 2006/07 samt Ablöse von Trabzonspor zu verpflichten. In der Rückrunde spielte er weiterhin so erfolgreich und hatte mit seinen Toren maßgeblichen Anteil daran, dass sein Verein als Playoffsieger der TFF 3. Lig in die TFF 2. Lig aufstieg. Er selbst wurde mit insgesamt 24 Toren Torschützenkönig der TFF 3. Lig 2012/13 und wurde zu einem der Shootingstars der Liga.
Nach seiner ersten erfolgreichen Saison interessierten sich mehrere Vereine der oberen Ligen für Parlayan. So wechselte Parlayan im Sommer 2007 zum damaligen Erstligisten Konyaspor. Dort traute man ihm nicht den sofortigen Sprung in die erste Mannschaft zu und so spielte er die Hinrunde für die Reservemannschaft. Im Februar 2008 wurde er dann an den Partnerverein Konya Şekerspor ausgeliehen und verbrachte hier die nächsten eineinhalb Spielzeiten. Anschließend folgten Leihperioden bei den Vereinen Elazığspor, Gebzespor, Trabzon Karadenizspor und Akçaabat Sebatspor.
Da sein Verein Konyaspor in der Saison 2010/11 mit einem Transferverbot bestraft wurde, wurden alle aktuell unter Vertrag stehenden Spieler im Mannschaftskader behalten, um so die Zweitligasaison mit diesen Spielern zu überstehen. So blieb Parlayan in dieser Saison bei Konyaspor und absolvierte in dieser Saison 13 Zweitligaspiele.
Nach dem Vertragsende mit Konyaspor zum Sommer 2012 verließ er diesen Verein und wechselte zum Drittligisten Alanyaspor. Bis zum Karriereende 2017 folgten weitere Stationen dieser Ligenhöhe.

### Nationalmannschaft
Parlayan wurde 2005 zweimal in den Kader der türkischen U-20-Nationalmannschaft berufen und absolvierte im Rahmen dieser Nominierungen zwei Länderspiele.

## Erfolge
- Mit Değirmenderespor
  - Playoffsieger der TFF 3. Lig: 2006/07
  - Aufstieg in die TFF 2. Lig: 2006/07

## Auszeichnungen
- Torschützenkönig der TFF 3. Lig: 2006/07